# حوت رمادي باليني
حوت رمادي باليني (الاسم العلمي:†Eschrichtius mysticetoides) هو نوع منقرض من الحيتانيات يتبع جنس الحوت الرمادي من فصيلة الحيتان الرمادية.